# Juan de Tejeda
Juan de Tejeda fue un militar español que ejerció como Gobernador y Capitán General de Cuba entre 1580 a 1594.

## Biografía
Juan de Tejeda nació en Salamanca, Reino de León (España). 
Tejeda se unió al Ejército Español en su juventud, luchando así en las guerras que tuvieron lugar en Flandes, en Orán (Argelia), en la toma del Peñón, en Malta, y en la conquista de Portugal. Sus éxitos en el ejército lo llevaron a ser ascendido a Sargento Mayor. Tras esto, luchó en las islas Terceras y capitaneó 27 compañías en Flandes, con las cuales luchó en la toma de Gante y Amberes (Países Bajos), obteniendo por parte del Rey la castellanía de Varletta, en el Reino de Nápoles (en aquel momento perteneciente este a la Corona de Aragón).  
En 1587 fue enviado por el Rey Felipe II, junto al ingeniero militar Bautista Antonelli y otros ingenieros, a la escuadra destinada a ayudar a Las Indias, mediante la fortificación de Cartagena y otros puertos. Así, fue ascendido a Maestre de Campo. El 2 de julio de ese año (1587), la armada en la que estaba a bordo (perteneciente a Álvaro de Flores) llegó a Cuba para  explorar la bahía de La Habana y proyectar la fortificación de la misma. En 1580 fue nombrado Gobernador y Capitán General de Cuba. Durante su gobierno, se concluyó la llamada Zanja Real, finalizada por Bautista Antonelli, y comenzaron a fortificarse El Morro y la Punta. 
Cesó en su cargo en 1594, y volvió a Cádiz a finales de julio de ese año. 
Tras volver, el rey lo envió a Bruselas (Bélgica) como consejero para las fortificaciones y sitios de plazas al archiduque, que gobernaba Flandes.
Murió enfermo en 1610.